# Augencreme
Augencreme dient der Pflege der Augenpartie.

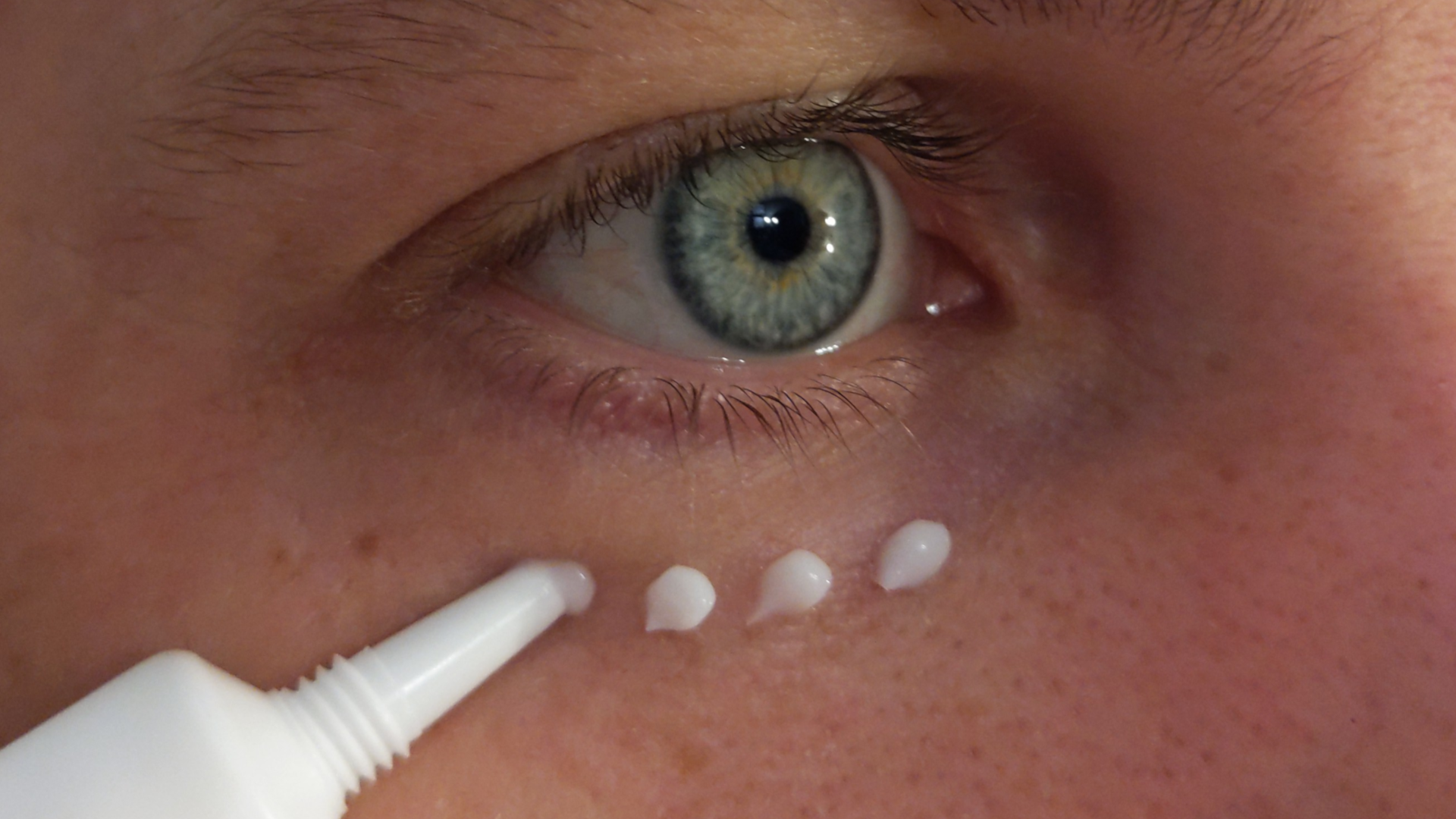
Augencreme wird u. a. unter dem Auge aufgetragen.

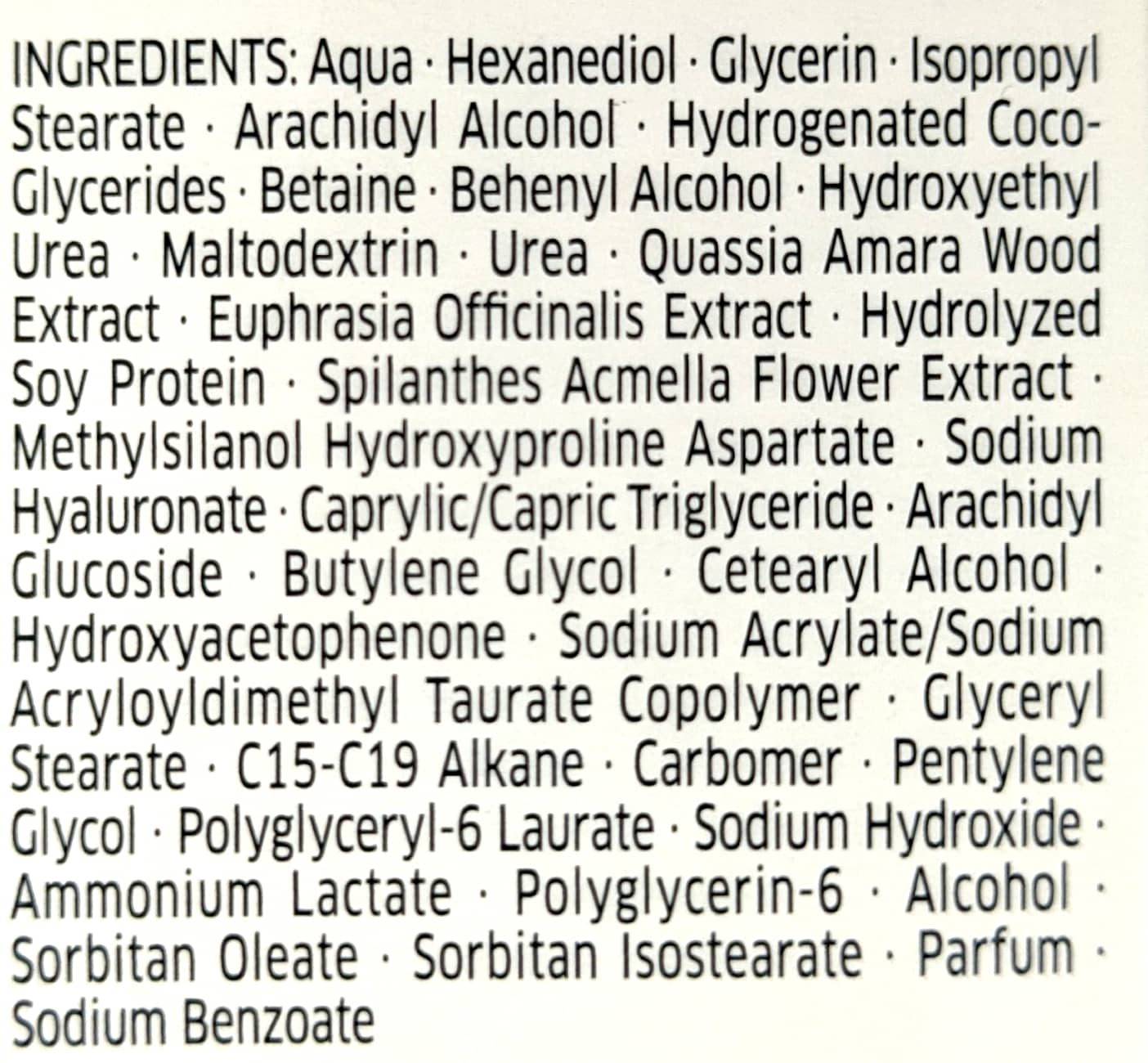
INCI-konforme Angaben der Inhaltsstoffe einer Augencreme.

## Anwendung
Augencremes wurden für die sehr dünne, meistens trockene Augenpartie entwickelt. Es gibt Augencreme, die unter einem Augen-Make-up aufgetragen wird oder auch Augencreme, die für sehr trockene Augenpartien als Nachtpflege angewendet wird. Wichtig ist, dass die Augencreme beim Auftragen nicht in das Auge fließt, da dadurch das Auge gereizt werden kann.
Gerade für den Sommer sind Augencremes mit Lichtschutzfaktor erhältlich. Die Augenpartie verfügt nur über eine geringe Lichtschwiele und UV-Strahlung fördert die Faltenbildung.

## Inhaltsstoffe
Da Augencreme die empfindliche Augenpartie pflegen soll, sind keine starken Tenside und keine Emulgatoren enthalten. Als Wirkstoffe in Augencremes dienen NMF, Eiweiße, Vitamin A, Vitamin E, Kamille, grüner Tee, Humectants, Hyaluronsäure, Panthenaol und Aloe.

## Wirkungsweise
Augencreme wirkt gegen Faltenbildung und verbessert den Feuchtigkeitsgehalt der Augenpartie.